# بردية أناستاسي الأول
بردية أناستاسي (اناستازي) الأول، (المُعينة رسميًا بردية المتحف البريطاني برقم 10247 ) هي بردية مصرية قديمة تحتوي على نص ساخر يستخدم لتدريب الكتبة (ناسخو المخطوطات) خلال الحقبة الرمسيسية (أي الأسرتان التاسعة عشرة والعشرون). يكتب أحد كَتبة الجيش «هوري» إلى زميله الكاتب «أمينيموبي»، بطريقة تسخر من الطبيعة غير المسؤولة والتي هي من الدرجة الثانية لعمل «أمينيموبي». في الأصل، تم شراء ورق البردي من جيوفاني أناستاسي في عام 1839.

## المحتوى والأهمية للمعرفة الحديثة
تقدم الرسالة أمثلةً على ما كان من المفترض أن يكون الكاتب قادرًا على فعله مثل حساب عدد الحصص الغذائية التي يجب توزيعها على عدد معين من الجنود الذين يحفرون بحيرة، أو حساب كمية الطوب اللازمة لإقامة منحدر بأبعاد معينة، أو تقييم عدد الرجال اللازمين لتحريك مسلّة، أو نصب تمثال أو تنظيم توريد المؤن للجيش. في مقطع طويل، يتناقش هوري جغرافية ساحل البحر الأبيض المتوسط شمالاً حتى لبنان والمتاعب والمشاكل التي قد تواجه المسافر هناك.
تعتبر هذه البردية مهمة للمؤرخين وعلماء الكتاب المقدّس قبل كل شيء، وذلك بسبب المعلومات التي توفرها عن المدن في سوريا وكنعان خلال المملكة الحديثة. توجد قائمة طويلة من البلدات التي تمتد على طول الحدود الشمالية للدجادي (جدي) أو مستجمعات المياه لنهر الأردن في كنعان، والتي تحد لبنان على طول نهر الليطاني وشبكة الرينو العليا وسوريا على طول نهر العاصي. تم تحديد الأراضي الحدودية لمحافظة كنعان المصرية مع قادش في ترجمة جاردينر صفحة.19.

## مثال على الهجاء في النص
يواصل هوري إظهار أن أمينيموبي ليس متقناً في دور «ماهر» . تمت مناقشة كلمة ماهر في قواعد اللغة المصرية لغاردينر تحت عنوان «رسول» ويمكن العثور عليها في نقش معركة قادش فوق رأس أحد كشافة ماريانو.
ثم يروي هوري ما يظهر أنه حكاية فعلية فيبدو أن أمينيموبي سيئ السمعة. يحتوي على الكثير من التفاصيل التي تعكس بشكل مشين اسمه ومقارنته بالقادجردي، رئيس إيسر. هذا يتطرق إلى مفهوم النميمة بين الكتبة حيث أن المصطلح «الكثير في أفواههم».
يأتي تكوين التبادل الساخر بين الكتبة مكتوبًا بشكل جيد جدًا خاصةً عندما يصف هوري أمينيموبي بأنه غير كفُؤ في النهاية، ويعطي إدارته الضعيفة ليس فقط لعربته بل لشخصيته كمثال. يتعرض أمينيموبي لكمين في ممر جبلي، ربما في معركة في الحملات ضد قادش، والتي استمرت طوال الأسرتين الثامنة عشر والتاسعة عشر.
يوضح هوري أن هذه الطرق تتضمن مسارات معينة يجب أن تكون معروفة جيدًا للكتبة الذين يعملون كرسل أو خبراء أو كشافة في المعارك. فالرسوم التوضيحية من معركة قادش توفر خلفية ممتازة لقصته التي تُظهِر شكل المركبات وحجم شاشو.
يضع هوري هذا الأمر على أنه حادثة أدت فيها عدم الكفاءة وقلة الخبرة والخوف من قبل أمينيموبي إلى حطام عربته وجرح يده بالسكين أثناء محاولته عزل حصانه من حطام عربته.
إن افتقار أمينيموبي للخبرة يجعله لا يشعر بالقلق عندما يجب أن يكون كذلك، ثم يصاب بالذعر عندما يجب أن يظل هادئًا.
كدّس هوري نتائج قلة ونقص خبرة أمينموبي، لإظهار حالته الذهنية بوضوح، بما في ذلك الجزء الذي يخرج فيه من ألمه وخوفه من خلال شق طريقه إلى الفتاة التي تراقب الحدائق عند وصوله إلى يافا.
تقع عربة أمينيموبي على ممر جبلي ضيق فوق واد يتربص فيه شاشو بطول أربعة أو خمسة أذرع (سبعة أقدام). فالطريق وعرة ومتشابكة مع نمو النباتات والشاشو يبدو خطيراً وشرساً. تحطمت معدات أمينموبي واضطر إلى تخليصها من بعض الأشجار المتشابكة فيها بواسطة بسكين. فيجرح نفسه محاولًا إزالة الآثار من الفروع. يقول الكاتب هوري: «إن إساءته الذاتية في أفواه أتباعه».

## روابط خارجية
- ترجمة غاردينر من بردية أناستاسي الأول